# Yumi Tomei
Yumi Tomei (東明 有美 Tomei Yumi?,  nacido el 1 de junio de 1972 en Gifu) es una exfutbolista japonesa que jugaba como defensa.
Tomei jugó 43 veces y marcó 6 goles para la selección femenina de fútbol de Japón entre 1993 y 1999. Tomei fue elegida para integrar la selección nacional de Japón para los Copa Mundial Femenina de Fútbol de 1995, 1999 y Juegos Olímpicos de Verano de 1996.

## Trayectoria

### Clubes
| Club            | País  | Año         |
| --------------- | ----- | ----------- |
| Iga FC Kunoichi | Japón | 1988 - 2000 |

### Selección nacional
| Selección | País  | Año         |
| --------- | ----- | ----------- |
| Absoluta  | Japón | 1993 - 1999 |

## Estadística de equipo nacional
| Selección femenina de fútbol de Japón | Selección femenina de fútbol de Japón | Selección femenina de fútbol de Japón |
| Año                                   | Partidos                              | Goles                                 |
| ------------------------------------- | ------------------------------------- | ------------------------------------- |
| 1993                                  | 2                                     | 2                                     |
| 1994                                  | 6                                     | 0                                     |
| 1995                                  | 8                                     | 3                                     |
| 1996                                  | 9                                     | 0                                     |
| 1997                                  | 6                                     | 1                                     |
| 1998                                  | 6                                     | 0                                     |
| 1999                                  | 6                                     | 0                                     |
| Total                                 | 43                                    | 6                                     |